# Thrips magnus
Thrips magnus är en insektsart som beskrevs av Dudley Moulton 1911. Thrips magnus ingår i släktet Thrips och familjen smaltripsar. Inga underarter finns listade i Catalogue of Life.